# 惑星Zi
惑星Zi（わくせいズィー）はゾイドシリーズに登場する架空の惑星。設定上は金属生命体ゾイドや固有の人間が生息し、独自の発展を遂げている。

## 概要
『ゾイド』シリーズにおいては第一期シリーズ（1983～1990年）から登場。シリーズ開始当初は無数の惑星と恒星からなる星域、ゾイド・ゾーンの一惑星「ZP01」の存在が示唆されていたが、後にゾイド星系のゾイド・ゾーンに存在する、太陽に似た中型の恒星を中心とした6つの惑星（ZP-01からZP-06）のうち、第2惑星として「ゾイド星」（ZP-02、惑星ゾイド）が設定されている。このゾイド星という呼称は1990年まで続く一連のシリーズで用いられた。
第二期シリーズ（1999～2006年）からのシリーズでは「惑星Zi」とさらに改められている。同シリーズではトミーにおける玩具商品や小学館の雑誌・書籍において展開していた『ゾイドバトルストーリー』、アニメーション作品や漫画作品といった各種メディアミックスにも登場する。

## ゾイドバトルストーリーにおける惑星Zi
地球からおよそ6万光年彼方、銀河の正反対（ゾイド・ゾーン）に存在する惑星で、大きさは直径10,026kmと地球のおおよそ85%、地軸の傾き26.3度。ゾイド星系の第一惑星として誕生したが現在では第二惑星となっており、F級黄白色恒星の周りを平均公転速度10万1326km/hで公転している。
誕生から二億年が経ったある日、惑星の1/4もある大きさの「惑星Mi」がZiに衝突、Ziの1/4が吹き飛ばされ、MiがZiの一部となった。吹き飛ばされたZiの一部はやがて惑星Ziを取り囲む3つの衛星、「De」「Se」「Ae」となった（このうちZiの衛星のうちAeはかつてMiの衛星Teだったが、MiがZiに激突した後はその軌道に取り込まれてZiの衛星Aeとなった。これらの衛星は惑星Ziの月としての役割を持つ。衝突したMiの構成要素のほとんどが重金属であり、現在の惑星Ziの79.8%の重金属がMiのものではないかと言われている。その後、惑星Ziの海中に好熱性の細菌が生まれ、海底火山の硫化水素の猛毒の中で自己複製し、海中の金属元素を巧みに化学合成、運動エネルギーを作り出した。そうして海の中でその数を増やしていき、惑星Ziの生命は誕生した。現在では六つの大陸と七つの海域が存在している。
地上には金属鉱脈が露出した岩山が数多く存在し、水や動植物も多くの金属分を含んでいる。また、大気中には荷電粒子やタキオン粒子の存在が確認されている。

### 惑星Ziの地名

#### 中央大陸（デルポイ大陸）
ヘリック共和国およびゼネバス帝国が治める大陸。他の大陸との位置関係から中央に位置する大陸。中央部には南北に中央山脈が走る。
偏西風によって大陸西側は激しい気候の変化を受け、四年に一度のサイクルで洪水、寒波、干ばつが発生する。7月には夏至によって気温は一気に10度上昇し、太陽の照射率は30%増大する。一方で、偏西風を遮断する中央山脈の存在によって対する東側の降雨量・温度差は比較的安定。季節によってマルガリータ暖流による雨季があり、平原は泥濘と化す。このために大陸の西部と東部では同じ面積の土地であっても穀物の収穫量には大きな差ができる。そのため、生活の厳しい西側と豊かな東側という図式が発生した。
かつては50以上の様々な部族が興亡し、群雄割拠の状態だったが、最終的には8つの部族（風族、海族、鳥族、神族、虫族、地底族、砂族、火族）が生き残った。東西の格差は西側の住民たちの不満を呼び、東側を領土とし風族の指導者ヘリック（ヘリック大統領の父）を盟主とした「東側安保連合」と、西側を領土とし地底族の指導者ガイロスを盟主とした「西側領国連合」に分かれ、激しい争いを繰り広げた。
ZAC2056年の惑星Zi大異変（グランドカタストロフ）で大陸は三つに割れてしまったが、後にルイーズ大統領の手により復興が進められた。ゼネバス帝国滅亡後は中央大陸全域をヘリック共和国が統治していたが、ネオゼネバス帝国建国後はヘリック共和国が滅亡していたため、ネオゼネバス帝国が大陸を統治していた。
中央大陸の地理はヘリック共和国#地理、ゼネバス帝国#地理、ネオゼネバス帝国#地理も参照。
ニカイドス島

中央大陸西方ウラニクス湾沖に浮かぶ島。ZAC2051年、首都を陥落されたゼネバス皇帝は要塞化されたこの島に逃げ込み、ガイロス帝国の救援を待ったが、ガイロス皇帝に裏切られてゼネバス帝国は崩壊。ゼネバス自身も暗黒大陸へ連行されそのまま客死した。

#### 暗黒大陸（ニクス大陸）
ガイロス帝国の治める北方の大陸。中央大陸の北西部に位置する。東西南北に伸びたイグドラシル山脈など険峻な山岳地帯には火山脈があり、絶えず巨大地震を引き起こしている。高緯度に位置し、夏は短く冬は長く厳しいが、火山による地熱エネルギーの恩恵で人間やゾイドなどの生命が育まれている。しかし、日照量は少なく、環境と地形もかなり険しいため、ニクスに住まう人々は他の豊かな大陸へ進出することを夢見、そして他の大陸に住まう人々はニクスを「暗黒大陸」と呼び恐れていた。
人間、ゾイドともに紫外線や高温に弱いとされており、過去に中央大陸を攻撃した際には、中央大陸の夏に耐え切れず、全滅したこともある。
第一次大陸間戦争でも暗黒軍は光に弱いとされ、ゾイドには専用の防護処理が施されていた。第二次大陸間戦争では赤道直下に位置する北エウロペ大陸で何の問題も無く行動している。
ZAC2056年の惑星Zi大異変（グランドカタストロフ）で一部が水没し、ニクスとテュルクの二つに分断された。ドラゴンやワイバーンなど神話に出てくるような野生ゾイドが存在し、ゾイド個々の能力は大陸独自の鉱物「ディオハリコン」を与えることによって他を圧倒していた（ただし、この技術は大異変以降失われている）。
ブラッディゲート（カオスケイプ）、デビルメイズ（メイズマーシ）、ダークネス（チェピン）、ゴッドクライ、リバーオブリベンジ（惑星Zi大異変以降、この二つの地名は無い）といった恐ろしげな名前を持つ地名があり、いずれも天然の要害となっている。第一次大陸間戦争ではニフル湿原周辺のみが戦場だったが、第二次大陸間戦争ではニクス大陸全域が戦場となった。
暗黒大陸（テュルク大陸）
大異変によってニクスから分断された大陸。ZAC2101年時点では全体が廃墟と化している。古代都市トローヤはガイロス帝国発祥の地である。

#### 西方大陸（エウロペ大陸）
西方大陸戦争が行われた大陸。惑星Zi大異変以降、トライアングルダラスの影響によって直接の渡航が困難となった中央大陸と暗黒大陸を繋ぐ回廊的な位置にある。南北と西の三つの陸塊からなり、数多くの古代遺跡が眠る大陸である。多くの野生ゾイドに恵まれている。
戦場となった北エウロペ大陸は赤道直下にあり、砂漠地帯（レッドラスト）が広がっているので大部分が砂漠気候に属する。原住民の文化や種族については未詳な部分が多いが、統一国家は存在しないとされる。西方大陸戦争時代には現地の民族は帝国派と共和国派に別れて対立した。また、各地にオーバーテクノロジーを秘めた古代遺跡が点在しており、これが同大戦における戦地になったもう一つの理由でもある。大異変以降は共和国から供給される技術などで急速に近代化し、西方大陸戦争終結後は共和国によって統治されている（この共和国による統治に反感を持つ現地の小国や部族は少なくないとされる）。ジャンク屋業やパーツ修理業から成長し一部カスタマイズパーツの開発を行っている企業ナカセ・インダストリーも同大陸に存在する。ZAC2101年の暗黒大陸での戦い以後は、この大陸に共和国が遷都し、同国軍の軍事拠点として機能している。

##### 西方大陸の地名
北エウロペ大陸
西方大陸戦争の主戦場となった大陸。開戦時は東側が共和国、西側が帝国の勢力圏となり、ZAC2100年には大陸の8割が帝国の勢力圏となったが、第二次前面会戦以降、次第に共和国軍が押し始め、最終的に西方大陸戦争の勝者となった共和国の勢力圏となる。
ロブ基地
北エウロペ大陸東端のロブ平野に位置するヘリック共和国軍の西方大陸における軍事拠点。第二次全面会戦の舞台になった場所である。
ロブ平野
北エウロペ大陸の東端に広がる平野。半島にロブ基地が存在する。
ミューズ森林地帯
ロブ平野の西に広がる森林地帯。
グラム湖
ミューズ森林地帯の左隣に位置する湖。
アレキサンドル大地
ミューズ森林地帯の南に位置する台地。
ヘスペリデス湖
レッドラストの右側に位置する湖。「金の湖」とも呼ばれている。第二次前面会戦後、総攻撃に失敗した帝国軍はこの湖に架かる橋を渡って撤退に成功した。
メリクリウス湖
レッドラストの南に位置する湖。ヘスペリデス湖の金の湖に対して「銀の湖」とも呼ばれている。中心にオリンポス山がそびえる。
オリンポス山
メリクリウス湖の中心に位置する山。別名「天導山」。西方大陸の最高峰であり、「エウロペの屋根」と呼ばれている。山頂に古代遺跡が存在するが、デスザウラーの暴走により壊滅してしまう。
レッドラスト
北エウロペ大陸の大半を占める砂漠地帯。別名「赤の砂漠」。ZAC2099年8月、両軍はここで初めて激突し、第一次全面会戦を戦った。結果、共和国軍は敗退した。惑星Zi大異変直後のZAC2057年、同地のカシル村にて共和国と帝国の停戦会談が行われる予定であったが、帝国軍の一方的な攻撃により決裂した。
ニクシー基地
ニザム高地の北の半島に位置するガイロス帝国の西方大陸における軍事拠点。西方大陸戦争末期、共和国軍は総攻撃を開始し、ガイロス帝国は西方大陸から撤退した。その後、共和国軍の基地となる。
ニザム高地
ニクシー基地の南に位置する高地。
ブロント平地
ニザム高地の西に位置する平地。

南エウロペ大陸
西エウロペ大陸とは地峡で繋がった大陸。住民は共和国派と帝国派に分かれて争っており、ニューヘリックシティは共和国派の拠点、ガイガロスは帝国派の拠点となっている。
エルガイル海岸
南エウロペ大陸西部の海岸。ZAC2100年3月、帝国軍はガリル遺跡を目指してここへ派兵。共和国軍はゴジュラス1機を含む1個大隊を派遣したが、ジェノザウラー、レブラプター部隊の前に全滅した。
ガリル遺跡
エルガイル海岸から南へ下ったところにある遺跡。オーガノイドシステム完成のカギを握る未知のゾイド核を巡ってアーサーの操縦するブレードライガーとリッツの操縦するジェノザウラーが激突した。
ニューヘリックシティ
南エウロペ大陸の南東部に位置する親共和国派の都市。
ガイガロス
南エウロペ大陸の南西部に位置する親帝国派の都市。
ミレトス城
ガイガロスの隣に位置する城。
エレミア砂漠
南エウロペ大陸の南西部に位置する砂漠。
レッドリバー
エレミア砂漠から南西、ニューヘリックシティとガイガロスの中間に位置する。中央大陸にも同様の地名が存在するが、相関は不明。
マダガスカル島
南エウロペ大陸の東に位置する島。
イセリナ山
南エウロペ大陸の南に位置する山。
ジオレイ山脈
南エウロペ大陸北部に位置する山脈。
ジオレイ平野
ジオレイ山脈の西側に広がる平野。
フェアリー山脈
ジオレイ山脈の東に位置する山脈。
ユーパス山脈
フェアリー山脈の東に位置する山脈。

西エウロペ大陸
北エウロペ大陸と南エウロペ大陸とは地峡で繋がった大陸。高い山脈が連なり平地はほとんど砂漠地帯といった地形のうえ、厳しい風土なので人口密度が他の大陸と比べて極端に低い。ただ、未発見の古代遺跡が数多く眠っているらしい。なお、西方大陸戦争では戦場にならなかった。
ヒラリー盆地
西エウロペ大陸の南に広がる盆地。
マンスター高地
ヒラリー盆地の北に位置する高地。
ローナ山脈
マンスター高地、ヒラリー盆地の西に位置する山脈。
プルトン湖
マンスター高地とタウ高原に挟まれた湖。
ヒッポクレネ湖
プルトン湖に隣接する湖。
タウ高原
西エウロペ大陸北西部に広がる高原。
グレイラスト
別名「白の砂漠」。タウ高原の西側に広がる砂漠。
ダイノ島
西エウロペ大陸の西に位置する島。

#### 東方大陸
中央大陸の東南に位置する。ネオゼネバス帝国との戦いで中央大陸から駆逐されてしまった共和国軍が逃げ込んだ大陸であり、ZOITECなどの企業がある。大異変の影響を最も受けたため、野生のゾイドがほとんど存在しない。グローバリーIII世号に乗って惑星Ziにやってきた地球移民の子孫が多数移り住んでおり、漢字や日本語（例、凱龍輝など）を使う地域も存在する。
ブルーシティ
「三匹の虎伝説」シリーズにおいて初めてその存在が語られた東方大陸にある都市。Ziファイターによるゾイドを用いた戦闘競技「ゾイドバトル」が盛んに行われているとされている。

#### その他の大陸
『ゾイド公式ファンブック』における世界地図では、惑星の南の果てに位置する大陸とニクス大陸の東北、北の果ての大陸がにそれぞれ存在しているが詳細不明。

#### 惑星Ziの海域
アクア海
中央大陸と東方大陸を結ぶ海域。マルゲリータ暖流の影響により豊富な漁業資源をヘリック共和国にもたらしている。
アンダー海
北エウロペ大陸と暗黒大陸を結ぶ海域。ZAC2101年6月、共和国軍はこの海域の制海権を得て暗黒大陸に上陸するため、帝国軍と交戦したが、帝国軍の猛攻を受けた共和国軍は進路を変更してダラス海へと向かうこととなった。
シード海
中央大陸の北東部に広がる海域。
ゼロス海
南方大陸の北に広がる海域。いくつかの島が点在する。
ダラス海
中央大陸と暗黒大陸を結ぶ海域。海域内に「トライアングルダラス」と呼ばれる魔の海域があり、航行が困難になっている。ZAC2054年5月、マッドサンダー艦隊はこの海域を渡って暗黒大陸へ上陸を目論んだが、ギル・ベイダーの飛行隊によって全滅してしまう。なお、惑星Zi大異変後には強力な電磁波の嵐が吹き荒れるようになってしまい、この海を迂回するため両軍は戦場を西方大陸へ移すことになった。
デルダロス海
中央大陸と北エウロペ大陸を結ぶ海域。ZAC2100年6月、ユビト港から出港した共和国軍輸送艦隊を帝国軍のシンカーがこの海域で待ち伏せし、襲いかかったが、共和国軍本隊の迎撃を受けて返り討ちに遭い、輸送妨害作戦は失敗した。
フロレシオ海
中央大陸南部に広がる海域。中央大陸戦争時代、二度海戦があった。

### 惑星Ziの生物
惑星Ziの近代から約10億年前に原始金属生命体が誕生し、2億年前に金属外骨格生体が生まれ、ゾイド (架空の生物)が姿を現した。2000万年前には原始金属生命体から金属粘膜生体が枝分かれし、惑星Zi人や惑星Zi植物が誕生した。
ZAC2029年におけるグローバリーIII世号不時着後は、地球の動植物も持ち込まれ、生態系に変化が発生した。後の時代では、それらの生物と惑星Zi原生の生物が共存する状況にある。
1984年に発売された『EFZ-01 フィギアセット NO2 帝国側一般兵士』には「ドラゴンホース」と呼ばれる生物フィギュアが付属した。ZOIDS生物、竜馬ともされるが詳細は不明。

#### 惑星Zi人
惑星Ziにはゾイド以外のヒューマノイド種族も存在する。起源については明確には判明していない。世界観上の学説では微惑星群落下によって惑星Ziの大気が激変したあと、地球型大気に安定した時代の中で発生し、樹上生活をしていた小動物から進化したとする説が有力誌されている。しかし、彼らはゾイドと違ってゾイド核を持たないことから、ゾイドとは別種の種族とも考えられている。また、古代ゾイド人の中には、身に危険が迫ると一定時間のみ外皮を硬化させる機能（メッキ化能力という）を持つ者も存在していた。
しかし、近世以降のゾイド人はこの機能は退化して無くなっており、僅かな名残で体の一部に痣のように金属外皮殻が表出している場合がある（わざと入れ墨で顔など目立つ部分に彫り込んで再現している場合もある）。地球人と似たような形態と生態を持ち、性別が存在する。平均寿命は100歳以上。異星人であり遺伝子構造が違うはずの地球人との異種交配が可能とされ、後にセカンドやアッズと呼ばれるハーフも誕生している。これに関して、ゾイド人の起源と地球人の間に何らかの共通項を見出そうとする学者も存在するが、それらの謎を解き明かす事は科学的に不可能だとされている。
シリーズ開始当初のZi人は爬虫類型の亜人間として描かれていた。その姿は1984年の小冊子「ゾイド情報HOBBY NEWS1」で確認できるものの、「戦闘機械獣のすべて」（1986年4月10日初版発行）および「HISTORY OF ZOIDS」 （1985年9月30日初版発行）時点では既に地球人に類似した姿に改められている。

##### 中央大陸（デルポイ人）
風族
中央大陸北東部の高地に住んでいた部族。古代の巨石文明を築いた民族の末裔と言われている。巨石の運搬、加工技術に長け、そのために必要な幾何学が発達しているなど高水準の文化を有し、風車による風力など自然エネルギーを用いていた。勾配が1/1000ある石造りの生活用水路も作っており、1千年保つ石造りの家を作る技術も持ち合わせている。また、狩猟のために小型肉食獣ゾイドを家畜化して用いたが、何世代に渡る人為的選択の結果、人間の複雑な命令を理解して行動する知能の高いオオカミ型ゾイドを飼いならし、繁殖化に成功。このオオカミ型ゾイド（コマンドウルフ）を狩猟のみならず移動手段や物資の運搬、競技や戦闘目的などあらゆる用途に用いて氷河期を乗り越えた。論理的思考の持ち主で古くから平和と人権を守ることを徳とし、共和制を導入していた。性格は総じて温和とされている。身体的特徴は黒髪に薄緑の肌と眼を持つ。
風族出身の人物
- ヘリック・ムーロア一世

鳥族
中央大陸南西部の山岳地帯に茂る原生林地帯を生活圏にし、木に宿る自然神を崇拝する部族。部族の名の示す通り鳥類型ゾイドを家畜化し、移動手段や物資の運搬、土木作業、戦闘目的で使用した。特に鳥類型ゾイド（ショットイーグル）に乗って戦う兵士は人々から崇拝され「戦士」の称号を与えられていた。木の加工に関する技術を発達させ、様々な生活必需品を作って他部族との交易を行い利益を得ていた。身体的特徴は金髪で薄桃色の肌に黒い目を持つ。
鳥族出身の人物
- リヒトホーヘン中佐
- フォンブラウン軍曹

海族
部族の名の通り海を生活圏にしていた海洋民族。単一民族とひとくくりにされているが、実際は北方系のヴァイキング的種族と南方系の海洋漁労民などいくつかの種族の集合体である。有史以来、南北の海洋民族と交流し、生活圏を脅かすような外敵に対しては一致協力して立ち向かうなど仲間意識が強く社会的に進んだルールを共有していた。交流が進み同化しているため、身体的特徴で両者を見分けるのは難しいが、一般的には黒髪に薄青の肌、青い眼を持つ。海洋民族らしく造船技術、航海術に長けているため、星の運行周期から独特の暦を作り、さらに他の部族に先駆けて惑星Ziの世界地図を作り上げた。それゆえに学者となる者も多数いるとされる。船を航行させる目的で海に生息するゾイド（シンカー）を有史以前から家畜化し、海産資源の獲得や貿易に利用して利益を得ていた。また、他部族が海族の領海を通過する際には関税を徴収し、同時に貿易船を護衛するための武装集団を結成、海上での機動力を誇った。
海族出身の人物
- ロイ・ジー・トーマス
- アルファー中尉
- ゴードン大尉

地底族
中央大陸の山岳地帯の洞窟に住み独自の文化を発達させていた部族。それゆえに地底族と呼ばれる。普段は洞窟で過ごし、食料などが必要になると集団で地上に出て採集、調達してきたが、他部族によって村や街が作られて農地が開墾され、その農地が開墾した部族の所有となっても、彼ら地底族は地上に現れては他部族の所有する農地から農作物を調達していた。そのため他部族の反感を買い、地底族は得体の知れぬ山賊集団と汚名を着せられてしまった。彼らは地中に住む昆虫型ゾイド（モルガ）を多く飼育し、地底でトンネルを掘る作業や住居の建築など土木作業や運搬に利用した。社会的に封建的支配色の性格が強く家長に対する忠誠が重んじられ、「我こそ惑星Ziにおける支配者だ！」という自負心が強く、軍隊による他部族への領土の侵攻も、生存手段としての正当行為と主張している。身体的特徴はオレンジの髪に赤茶の肌と眼を持つ。
地底族出身の人物
- ガイロス
- ガンビーノ

火族
ファイヤーとも呼称される。氷河期ですら凍結しなかった火山地帯を生活域とし、火の神を崇拝する部族。普段はいくつかの街に点在して暮らしているが、同胞に対する団結心は非常に強い。だが、他部族に対する不信感も強く好戦的な民族で武を重んじる。彼ら火族が武を重んじるのは、強さを善とする文化に由来し、火族の社会は武道による階級制が中心になっている。古くから地熱エネルギーを利用し、水蒸気による工作機械を作って土木作業などに用いるなど独自の技術を発達させていた。彼ら火族は獰猛な始祖鳥型ゾイド（シュトルヒ）を飼いならし、活動する火山地帯を飛び回って移動手段とした。この始祖鳥型ゾイドは他部族では飼いならすことはできず、生体として原始的なので数を増やすことも難しく、彼ら火族ですら飼育方法は限られた人間しか知らない秘伝というべき技術であった。なお、火族の戦士の中でも始祖鳥型ゾイドに乗って戦う者はエリートとして尊敬された。身体的特徴は黒髪に褐色肌と赤茶の眼を持つ。
火族出身の人物
- ガラモス大尉。

砂族
かつて砂漠地帯に巨石文明を築き、巨大な石の都市国家を作った偉大な部族の末裔。彼ら砂族の文明は非常に発達しており、他の部族を多く従えるなど隆盛を誇ったが、ZAC1600年ごろを境に急速に衰え崩壊してしまった。これは当時、恒星の熱放射量により砂漠の気温が上昇し生活用水の不足が長く続いたためと、他部族を多く吸収しすぎたこととされている。その後は砂漠に点在するオアシスに小さな集落を作って生活の拠点とした。都市国家崩壊後、排他的になったため、あまり他部族との交流を行わず、数種類の爬虫類型ゾイド（主にヘルディガンナー）を家畜化して孤高に砂漠に住み続けたため、詳しい交流状況は不明。太陽神を崇拝する部族で身体的特徴は白髪と薄茶の肌、黒い眼を持つ。
虫族
インセクトとも呼称される。部族の名が示す通り、昆虫型ゾイドを家畜化し、共生していった歴史を持つ部族。昆虫型ゾイドの外殻は非常に硬く、死亡した昆虫型ゾイドの殻を身に纏えば無敵の鎧と化し、盾や槍として加工すれば素晴らしい武器となったので、戦時には優れた武具を作って他部族と交易し利益を得ていた。また、力の強いクワガタ（ダブルソーダ）は、彼らの住居を作るための土木作業用として使われ、戦時には戦闘用として使用された。そういう意味で、彼ら虫族にとって昆虫型ゾイドは貴重な財産である。降雨量によって出現、消滅する湿地帯を生活圏にし、常に少数で移動を繰り返し都市を形成しなかったので少数民族と言える。それでも彼ら虫族が生活圏を守り通し存続できたのは、湿地帯は疫病の発生源だと古くから考えられており、他部族は湿地帯への侵入を行わなかったからである。雨の神を崇拝する部族で、身体的特徴は黒人のような茶色の肌、グレーの髪、青緑の眼を持つ。また昆虫のように感覚が鋭く、その天性的な才能を生かし、レーダー手や偵察部隊の指揮官になるなど活躍した。
虫族出身の人物
- ブラントン
- モーリス少尉

神族
中央大陸北部の氷河地帯に神殿を構え住居とし、自らを神の末裔と称する部族。神秘的な呪術による一種の神権政治を行い、火山噴火など天変地異の予測、精霊を呼び出し死者の国の住人と会話を行う、手を触れずに岩を動かすなど人知を超越した能力を秘めているとされるが、それ以外の詳細は不明。一説では有史以前、他の惑星からやって来た者たちを起源とする民族とも言われている。一部の研究家の間では、この部族こそがゾイドを誕生させた古代文明人の末裔とする声もあるが、荒唐無稽なものとして俗説の域を出ていない。非常に巨大で強力な神獣型ゾイド「ゴジュラス」を守護神として所有し、このことが他部族が神族を恐れている理由となっている。この神獣型ゾイドは既に地上では絶滅していた恐竜型ゾイドの一種で地下の溶岩溜りに生存していたゾイドである。彼ら神族は地上では絶滅した恐竜型ゾイドが地下で生存していることを古くから知っており、手なずけたと考えられている。このことはZAC2060年、ヘリック共和国ゾイド管理局の局員の調査によって明らかになった。人々の病を治すことに長けているため、医学が発達しており、様々な薬草を作って商品とし、他部族と交易を行い利益を得ていたが、他部族の前にはなかなか姿を現さず、常に仮面をかぶって素顔を見せず神秘性を強調していた。その素顔は銀色の髪と眼と白い肌という身体的特徴を持つ。

##### 他の大陸
ニクス人
暗黒大陸に住む民族で、ガイロス帝国の主要民族。明確な部族や身体的特徴をはじめ、詳しい起源や文化などは不明。極寒と巨大地震に見舞われる同大陸の厳しい環境ゆえに他大陸への移住願望が非常に強い。
ZAC2051年にゼネバス帝国軍を吸収したため、第二次大陸間戦争時代ではゼネバス帝国軍出身者やその子孫も多数存在する。
エウロペ人
西方大陸に住む民族。設定上では集落や遺跡など、いくつかその存在が示唆されているが、バトルストーリー上では彼らに関する詳細な描写は少なく、主な部族やその起源・文化などは不明な点が多い。
西方大陸出身の人物
- アーバイン
- ムンベイ
- スティンガー
- レッツアー・アボロス

東方大陸人
東方大陸に住んでいる民族。中央大陸戦争時代に、ヘリック共和国やゼネバス帝国に取り入ることを拒んだグローバリー3世号からの地球人が多数移り住んだ。
古代惑星Zi人（古代ゾイド人）
第一次大陸間戦争～第二次大陸間戦争時代から1万年前には狩猟生活を行い、原始的な生活を営んでいたとされている。その一方で、時空転移装置や西方大陸のオーガノイドシステムなど、古代Zi人（古代ゾイド人）による高い文明の遺跡や技術も出土されており、その詳細は明らかにされていない。

##### 地球移民
深宇宙開拓財団が実行した宇宙探査計画に基づいて、宇宙開拓船グローバリーIII世号にて宇宙を旅していた地球の人類。しかし、その途中でランドバリーなど冒険商人の反乱を受けて、船はZAC2029年の惑星Ziに不時着、それに乗っていた乗客と乗員がそのままZiに入植することとなる。その中の一部の者たちが、当時から交戦中だったヘリック共和国とゼネバス帝国に地球の科学技術を伝え、両陣営に爆発的な技術革命を引き起こし、戦火を拡大させる原因となった。入植後はZiの人間との同化が進んでおり、多数のハーフおよびクオーターが誕生しているとされる。地球人の中には争いへの関与を嫌って、東方大陸など他の土地へ移住した者たちも存在する。
地球出身の人物
- クローネンブルグ
- 神風ジョー
- ランドバリー
- サファイア・トリップ(地球移民四世)

冒険商人
19世紀から21世紀にかけて地球圏を裏から支配した巨大企業家をルーツに持つ。別の恒星系に移住し自分たちの王国を作ることを夢見ており、悪徳稼業を秘匿するためにグローバリーIII世号に乗りこんだ。惑星Ziが発見されると船内で暴動を起こし、脱出艇を強奪。60人が同星へと降り立った。その一人ランドバリーはゼネバス帝国に取り入り、各種兵器の技術を同国にもたらしている。
旧大戦中にゼネバス帝国から離れ、西方大陸に移住。その子孫らは幾つかの民間軍事企業を立ち上げ、西方大陸戦争においても巨額の富を得た。

#### 惑星Zi人の文化・生活
食料
惑星Ziの近現代から1万年以上前には、野生体ゾイドを捕獲し、その筋肉を食料ともしていた。ZAC1700年代には畜産・農耕も行われており、漁業の存在も確認される。
果物も存在するが、惑星Ziのものは金属分を含む。グローバリー3号が地球から飛来した後は、栽培装置とともに地球の小麦も持ち込まれた。中央大陸戦争末期にはマドレーヌ菓子の存在も確認される。
生活
近現代から1万年前には狩猟採集社会を始めており、ゾイドの捕獲技術の発展とともに遊牧生活や巨石文明も興っていった。ZAC1700年代には食料備蓄の発達から人口増と統治社会が進み、貨幣経済も根付いている。ZAC1957年ごろになると、中央大陸では国家統一により生活が安定し、産業革命が起こった。普及時期は不明だが、ZAC2039年ごろにはテレビやラジオ、新聞の存在も確認できる。
文字
ひらがなとアラビア数字に対応するゾイド文字、ゾイド数字が存在する。ただし、資料によってはこれを古代遺跡等で確認できる、歴史上もっとも古い文字としたものも見られる。

### 惑星Ziに関連する兵器、メカニック
ゾイド
惑星Ziに原生する固有の金属生命体であり、惑星Zi人は、これを戦闘兵器として改造している。

グローバリーIII号
ZAC2029年に地球から惑星Zi中央大陸・グランドバロス山脈へと不時着した宇宙船。統一政府が誕生し、地球人類が太陽系内全域に生活圏を広げた時代において、さらなる宇宙探索を目的として設立された「深宇宙開拓財団」の元に計画がスタート。銀河の対象領域への巡行を開始した。後続の宇宙航行のデータ収集を目的としていた。船内には冷凍睡眠装置を備える。コンピュータ制御による運航や、超光速航行も可能である。
惑星Zi上空から調査を終えた後は分析を地球に任せ、航行を続ける予定であったが、船内の冒険商人が反乱を起こし、小型船を奪って逃走。その際に船の機関部が破壊されたため、グローバリーIII号も惑星Ziに不時着することとなった。
先行してグローバリーI世号、II世号も航行を開始しており、それらは核融合パルス推進によって光速の15%で巡行していた。III号では反物質対消滅推進を備えていたため、30年後続でありながらも先行して出発した二隻を追い抜き、目的の銀河対象領域へと到着している。
シーガルカイト
地球人によって開発されたもので、背負うことで飛行が可能となる。
スカイバギー
1984年発売の『RCZ-01 メカ生体ゾイド改造セット』に付属するビークルであるが、詳細は不明。
スピーダーバギー
1984年に発売された『RFZ-01 フィギアセット NO1』に付属する。詳細は不明であるが、『HISTORY OF ZOIDS』作中では近似するビークルがゴジュラスに随行する姿が確認できる。
アーマードスーツ
1985年に発売された『FZ-03 フィギアデラックスセット NO3』に付属。詳細は不明だが、ギナム市の戦いにおいてはモルガやザットンといったゼネバス帝国軍ゾイドと随行する姿が見られる。
その他
詳細は不明であるが、車両の姿も確認できる。

### 惑星Zi大異変（グランドカタストロフ）
ZAC2056年、惑星Ziの3つの衛星の1つDeに彗星ソーンが直撃し、砕けた衛星の破片が惑星Ziに降り注いだ。これにより中央大陸は3つに、暗黒大陸は2つに分断され、一部は水没した。ダラス海の魔の領域トライアングルダラスは強電磁の嵐が常時吹き荒れる海域と化し、暗黒大陸と中央大陸間の直接航行はますます困難となった。この異変で数千万単位で人々が亡くなり、数多くのゾイドが死滅。また、大異変発生からしばらくの期間、惑星Zi全体に強力な磁気異常が発生していたため、各ゾイドの機能が停止。その後もマグネッサーシステムを用いた全ての飛行ゾイドが使用不能となったが、ZAC2099年には磁気異常は収まっており、飛行ゾイドの運用は再開されている。
この異変によって第一次大陸間戦争時代におけるゾイドコア合成技術、重力兵器技術、ディオハリコンを用いた発光器官やアイスメタル装甲といった当時の高度な技術は消失している。また、幾つかのゾイドは個体数の激減や絶滅に瀕したため、後々に再生技術や再配備策が講じられている
また、ライガーゼロのように生命力を低下させることなく大異変を乗り切った強靱な種も存在する。他にも、東方大陸では野生ゾイドを改造することが不可能なほどに生態系にダメージを受けており、代わりにブロックスゾイドといった人工ゾイドが産み出されている。
大異変以降、惑星ZiにはAeとSeの2つの衛星が残り、常に2つの月が並んでいるかのように映っている。
ゾイドリバースセンチュリーシリーズでは、この大異変を“グランドカタストロフ”と呼称している。グランドカタストロフという呼称の初出は『電撃ホビーマガジン』誌連載企画「ZOIDS戦記2089 CHAOTIC CENTURY」。一方で機獣新世紀ゾイド公式ファンブックでは“惑星Zi大異変”で統一されている。

## アニメ『ゾイド -ZOIDS-』『ゾイド新世紀スラッシュゼロ』における惑星Zi
作中における近現代の惑星Zi人はすべて地球からの入植者という設定であるため、それ以前に居住していたZi人を古代ゾイド人と呼称している。同アニメ『ゾイド -ZOIDS-』の舞台は西方大陸とされており、劇中で南エウロペ大陸にあるニューヘリックシティやミレトス城といった地名が登場し、ルドルフの祖父、ガイロス皇帝ツェッペリンが逝去する寸前、遺言の中に「西方大陸」という言葉が出てくることから物語の舞台がエウロペ大陸ということがわかる。ただし、同作ではニューヘリックシティは共和国首都、ガイガロスは帝国首都となっており、西方大陸に二つの国家が存在する設定となっている。また、作中でドクター・ディと古代ゾイド人のフィーネが語る所によれば、かつて古代では舞台となる西方大陸が本編の時間軸のように砂漠化していなかったとしている。
当初は第二次大陸間戦争緒戦の舞台となった西方大陸北部に対し、アニメ版を西方大陸南部のストーリーとしてリンクするアナウンスもなされていたが、後には漫画『機獣新世紀ZOIDS』やバトルストーリーと特定の固有名詞を共有する別世界観として扱われ、両者とも個別の展開をとっている。こちらの世界観でも二つの月が並んでいる描写が度々見られる。
2作目の『ゾイド新世紀スラッシュゼロ』も同一の世界観を背景とした続編となるが、こちらは1作目『ゾイド-ZOIDS-』から1000年以上が経過し、戦争と国境がなくなった時代にゾイドを用いた戦闘競技が行われている。

## アニメ『ゾイドフューザーズ』における惑星Zi
同作では東方大陸のブルーシティが舞台として描かれており、ZAC2230年を舞台としている。2004年の放送当時には、(ゾイドバトルストーリーの第二次大陸間戦争における)ライガーゼロファルコンとエナジーライガーとの戦いから100年後、同年に展開されていた三匹の虎伝説と舞台を同一とする告知もみられた。

## アニメ『ゾイドジェネシス』における惑星Zi
何らかの地殻変動が発生し、ほとんどの文明がリセットされたことが示唆されている。こちらでは舞台となった大陸の所在などの詳細は明らかにされていない。劇中、月が1つしか確認されない。

## 『ZOIDS concept art』における惑星Zi
こちらでは惑星ゾイドと呼称される。中央大陸という地名は存在するが、その詳細な世界地図や勢力分布図などは明らかにされていない。

## 『ゾイドワイルド』シリーズにおける惑星Zi
こちらの惑星Ziは地球人によって開拓された惑星であるが、後に滅亡寸前となったため、居住者は新たなる入植地として地球に帰還している。アニメ『ゾイドワイルドZERO』作中では、後に地球にて惑星Ziの入植船の残骸から技術を転用した脱出船が製作されていた痕跡が発見されており、登場人物の一人であるボーマン博士はこれが過去の惑星Ziに降り立ち文明が繰り返される可能性を推察している。